# حق النساء في التصويت في الهند
كان حق النساء في التصويت في الهند حركة للنضال لأجل حق المرأة في الحصول على حق التصويت السياسي. ولم تقتصر الحركة على المطالبة بحق التصويت، بل طالبت بحق الترشح لشغل المناصب السياسية. وفي عام 1918، عندما منحت بريطانيا حق التصويت المحدود لمالكات العقارات، ولم يطبق القانون على المواطنين البريطانيين في الأجزاء الأخرى من الإمبراطورية. على الرغم من أن كلًا من النساء والرجال قدموا عرائض إلى اللجان البريطانية التي أُرسلت لتقييم لوائح التصويت الهندية، جرى تجاهل مطالب النساء في إصلاحات مونتاغو- تشيلمسفورد. وفي عام 1919، قُدمت مناشدات وتقارير تشير إلى دعم النساء للحصول على التصويت من قبل المطالبين بحق التصويت إلى مكتب الهند وأمام اللجنة المختارة المشتركة لمجلس اللوردات ومجلس العموم، الذين كانوا يجتمعون لوضع اللمسات الأخيرة على إصلاحات النظام الانتخابي للجنة حق التصويت في ساوثبورو. وعلى الرغم من أنهم لم يمنحوا حق التصويت، ولا الحق في الترشح للانتخابات، فإن قانون حكومة الهند لعام 1919 سمح لمجالس المقاطعات بتحديد ما إذا كان يمكن للمرأة التصويت، شريطة أن يكون لديها ممتلكات أو دخل أو مستويات تعليمية.
بين عامي 1919 و1929، منحت جميع المقاطعات البريطانية، وكذلك معظم الولايات الأميرية المرأة حق التصويت، وفي بعض الحالات، سمحت لها بالترشح في الانتخابات المحلية. كان أول انتصار في مدينة مدراس في عام 1919، تلتها مملكة ترافنكور وولاية جلوار في عام 1920، وفي المقاطعات البريطانية، رئاسة مدراس ورئاسة بومباي في عام 1921. ومنحت ولاية راجكوت حق التصويت العام الكامل في عام 1923 وفي ذلك العام انتخبت أول سيدتين للعمل في المجلس التشريعي في الهند. في عام 1924، أجرت لجنة موديمان دراسة أخرى وأوصت بأن يسمح البرلمان البريطاني للنساء بالترشح في الانتخابات، ما أدى إلى إجراء إصلاح على حقوق التصويت في عام 1926. وفي عام 1927، عُينت لجنة سيمون لوضع قانون جديد للهند. ولأن اللجنة لم تتضمن أي هنود، فقد أوصى القوميون بمقاطعة جلساتهم. أدى هذا إلى حدوث شقاق بين الجماعات النسائية، التي انحازت من جانب لصالح حق التصويت العام ومن جهة أخرى لصالح الحفاظ على حق التصويت المحدود على أساس المعايير التعليمية والاقتصادية.
وأوصت اللجنة بعقد مؤتمرات المائدة المستديرة لمناقشة تمديد حق التصويت. وبمساهمة محدودة من النساء، أرسل التقرير من ثلاثة مؤتمرات مائدة مستديرة إلى اللجنة المشتركة للبرلمان البريطاني الذي أوصى بتخفيض سن التصويت إلى 21 عامًا، مع الاحتفاظ بقيود الملكية والتعليم، بالإضافة إلى استناد أهلية المرأة إلى حالتها الزوجية. كما وفرت حصصاً خاصة للنساء والمجموعات الإثنية في المجالس التشريعية الإقليمية. ودُمجت هذه الأحكام في قانون حكومة الهند لعام 1935. على الرغم من أنه وسّع الأهلية الانتخابية، بقي القانون يسمح فقط لنسبة 2.5٪ من النساء في الهند بالتصويت. وارتبطت جميع الإجراءات الأخرى لتوسيع حق التصويت بالحركة القومية، التي اعتبرت الاستقلال أولوية أعلى من قضايا المرأة. في عام 1946، عندما انتُخبت السلطة التأسيسية في الهند، احتلت النساء 15 مقعدًا. وساعدن في صياغة الدستور الجديد، وفي أبريل 1947 وافقت السلطة على مبدأ حق التصويت العام. واعتُمدت الأحكام الخاصة بالانتخابات في يوليو، وحصلت الهند على استقلالها عن بريطانيا في أغسطس، وبدأ إعداد قوائم التصويت في أوائل عام 1948. وأدرجت الأحكام النهائية لحق التصويت والانتخابات في مشروع الدستور في يونيو 1949 وأصبحت سارية في 26 يناير 1950، تاريخ إنفاذ دستور الهند.

## خلفية

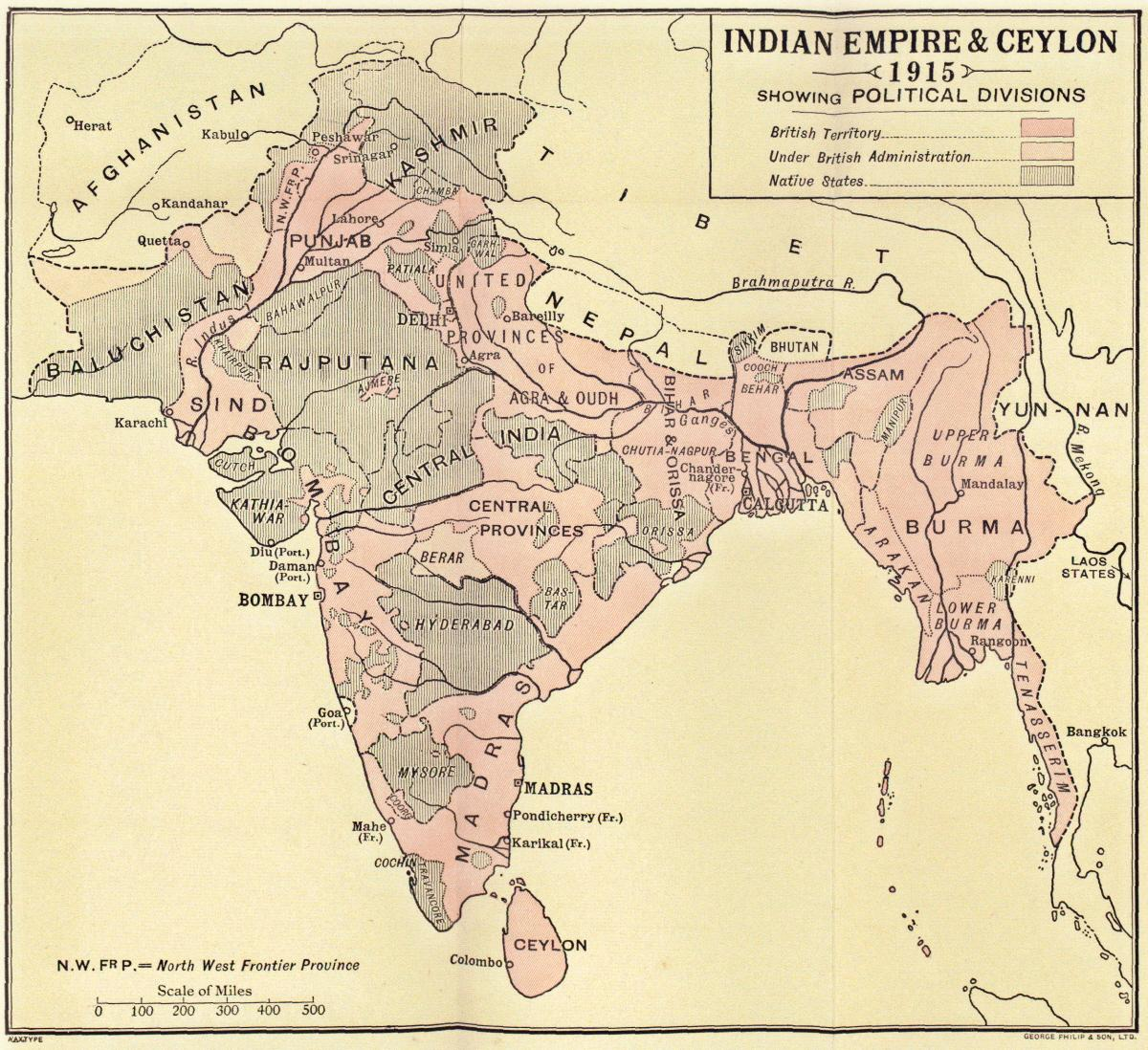
في عام 1915 (تشير المناطق الوردية إلى المناطق الخاضعة لحكم الراج البريطاني، وتشير المناطق الرمادية إلى الممالك الأميرية الهندية المتحكمة بشؤونها الداخلية)

في تسعينيات القرن التاسع عشر، ظهرت حركة القومية في الهند مع تأسيس المؤتمر الوطني الهندي. أسهم قيام الحرب العالمية الأولى واستخدام مصطلحات بلاغية مثل حرية تقرير المصير في إعطاء الأمل للمواطنين الهنود ذوي الطبقة المتوسطة بأن التغير وشيك. بالنسبة إلى النخبة من متعلمين اللغة الإنجليزية، الذين أصبحوا متحضرين كليًا وارتكزوا على الواردات المهنية، كان الحكم البريطاني مثمرًا، بيد أنهم أدركوا أيضًا أن القيود المفروضة على زوجاتهم سيؤثر سلبًا في مهنهم. إن استمرار عزل النساء المسمى «البردة» (أحد الطقوس الدينية والاجتماعية الهندية الذي يقوم على عزل النساء في حجرة خلف ستارة) سيمنعهن من تأدية واجباتهن الزوجية مثل تربية الأطفال أو استقبال أزواجهن والعناية بهم عند عودتهم من العمل.
أدركت النساء الهنديات، اللواتي بدأن بالمساهمة في النشاطات الهندية المعتدلة منذ القرن التاسع عشر، إمكانية التغيير. كثفت النساء الهنديات جهودهن من أجل التغيير وطالبن بحقوقهن السياسية وتحديدًا مطلب حق الاقتراع. بمساندة النشطاء الوطنيين الهنديين، حصلت الحركات النسائية الهندية على تأييد من بعض البريطانيين المطالبين بحق المرأة في الاقتراع بالإضافة إلى تأييد بعض الحركات التحررية الهندية، والذي حال دون تطور الهوية الموحدة للنساء أو توسع مجموعة المطالب المقدمة من قبل النساء. اتخذ أوستن تشامبرلين، وزير الخارجية الهندي السابق، موقفًا معارضًا تجاه تقليص النفوذ البريطاني في الهند، واتهم أولئك الذين أيدوا المقترحات الموضوعية للتشاور مع الأمراء الهنود بأنهم «متطفلون» في شؤون حكم الراج البريطاني. عندما عُزل من منصبه في عام 1917، حظي بديله إدوين مونتاغو، بالشراكة مع اللورد تشيلمسفورد نائب الملك في الهند، بالموافقة على تأسيس استشارة حول انسحاب محدد للنفوذ السياسي البريطاني من الهند.

## بداية الحركة النسائية (1917-1919)

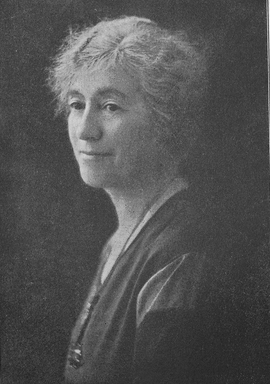
مارغريت. إي كوزينز، 1932

في عام 1917، أسست العالمة التربوية والمناصرة لحق المرأة في الاقتراع والمتصوفة مارغريت كوزينز منظمة نساء الهند في منطقة أديار في مدينة مدراس، بغية إنشاء ثلة خاصة بالنساء للهيمنة على السياسة الحكومية. ركزت المنظمة على المساواة في الحقوق بين الذكور والإناث في المجالات التعليمية والاجتماعية ومجال حق الاقتراع. كان من بين النساء المؤسسات للمنظمة أمبوجمال، وآني بيسانت، وكامالاديفي تشاتوبادياي، وماري بونين لوكوس، وبيجام هاسرات موهاني، وسارالاباي نايك، ودانفانثي راما راو، وموثولاكشمي ريدي، ومانجالمال سادسيفييه، وهيراباي تاتا. انتُخبت آني بيسانت رئيسةً للمنظمة وانتُخبت هيراباري تاتا أمينةً عامة لها. سعيًا منها لحماية مؤيديها في مدينة مونتاغو، أرسلت مارغريت كوزينز مذكرة تطلب فيها مناقشة التعديلات الاجتماعية والتعليمية الخاصة بالنساء. عندما رُفضت مذكرتها بحجة أن بحث اللجنة كان مقتصرًا على المواضيع السياسية فقط، عدلت كوزينز مذكرتها، إذ ركزت على عرض المطالب السياسية للنساء.
بعدما تمت الموافقة على مذكرتها في الخامس عشر من ديسمبر لعام 1917، ترأست ساروجيني نايدو وفدًا مكونًا من أربعة عشر امرأة قيادية من جميع أنحاء الهند بغية تقديم الطلب المعني بضم حق المرأة في الاقتراع في وثيقة الامتياز الجديدة التي كانت قيد الإنشاء بواسطة الحكومة الهندية. بالإضافة إلى نايدو وكوزينز، تضمن الوفد كلًا من بيسانت، وبارفاتي أمال، والسيدة غورسوامي شيتي، ونالينباي دالفي، ودوروثي جيناراجاداسا، والدكتورة ناغوتاي جوشي (المعروفة لاحقًا باسم راني لاكشميباي راجواد)، وسريماتي كامالاباي كيبي، والسيدة ز. لازاروس، وموهاني، وسريماتي س. نايك، وسريماتي سيرانجاما، وتاتا. بالإضافة إلى النساء اللواتي حضرن مع الوفد فعليًا، أُرسلت العديد من البرقيات الداعمة إلى وزير الخارجية البريطاني مونتاغو من قبل فرانشيسكا أرونديل، وأبالا بوس، وسارالا ديفي شودوراني، والسيدة مزور الحق، وأوما نهرو، والسيدة ر. نيلاكانتا، والآنسة بيتي، وراماباي رانادي، وشريماتي باداباي سانجيفا راو.
أقر البرلمان البريطاني قانون تمثيل الشعب في عام 1918، الذي منح حق التصويت للمرأة فوق سن الثلاثين عامًا التي يحق لها أن تكون ناخبة، أو تزوجت شخصًا يحق له أن يكون ناخبًا في الحكومة المحلية. لم يُطبق القانون على المواطنين البريطانيين في بقية أجزاء الإمبراطورية. عندما قدمت تعديلات مونتاغو-تشيلمسفورد في عام 1918، لم تتضمن التعديلات أي بند يوصي بمنح النساء الهنديات حق التصويت. كان المدافعون عن حق المرأة في الاقتراع نشطين جدًا في كتابة العرائض، ونشروا أخبارًا جديدة عن كفاح النساء في صحيفة ستري دارما، مطالبين بتأييد الجماهير بغية تقوية السياسة النسائية كجزء من الحركة المناهضة للاستعمار البريطاني. كانت ريدي وسريماتي مالاتي باتواردهان تحرران صحيفة ستري دارما، وكانت الصحيفة تهدف إلى تعزيز كل من التأييد المحلي والعالمي لحقوق المرأة. نظمت مؤسسة نساء الهند اجتماعات احتجاجية حضرها أعداد غفيرة جدًا في جميع أنحاء البلاد. في عام 1918، قدمت السلطات التشريعية الإقليمية لمدينة بومباي ومدراس قرارات مؤيدة لتفنيد العزل الجنسي في حق التصويت، وبعدها حصلت نساء الهند على أحقية المشاركة في الانتخابات من قبل كل من اتحاد الحكم الداخلي الهندي واتحاد المسلمين في عموم الهند. عندما انعقد المجلس التشريعي الهندي في شهر ديسمبر من عام 2018، عرضت شودراني قرارًا على المجلس بغية الظفر بحق الانتخاب للمرأة فأُدرج للقراءة، ما علق نتائج المشاورات مع بقية السلطات التشريعية الإقليمية. مع أن القرار لم يسرِ في مدينة بومباي في عام 1918، فقد تمت الموافقة على حق الاقتراع في مدينة كلكتا.
كُلفت لجنة امتياز ساوثبورو بتعزيز القوانين الانتخابية بموجب لائحة إصلاحات مونتاغو-تشيلمسفورد. على الرغم من قبول الجنة عرائض من جميع أنحاء الهند، فقد تناقشت فقط مع نساء منطقتي البنغال والبنجاب. نُشر تقرير لجنة ساوثبورو في أبريل من عام 1919، إذ أقرت اللجنة إمكانية منح حق التصويت للنساء المتعلمات، لكنها شددت على عدم أهلية جميع نساء الهند للتصويت في الانتخابات، ولا يمكن للقطاعات المجتمعية المتحفظة مساندتهن في الظفر بهذا حق. في شهر يونيو، نظمت النساء في مدينة بومباي اجتماعًا احتجاجيًا، وبعدما أرسل اللورد ساوثبورو تقريره إلى الجنة المختارة المشتركة لمجلس اللوردات والعموم، أرسلت لجنة بومباي المعنية بحق المرأة في الاقتراع كلًا من السيدة تاتا وشقيقتها ميثان بغية تقديم الأدلة الخاصة بحق الاقتراع إلى السيد سانكاران ناير رئيس المؤتمر الوطني الهندي آنذاك.
في شهر أغسطس من عام 1919، قدمت السيدتان بيسانت ونايدو توسلًا إلى اللجنة المشتركة المختارة بغية الظفر بحق التصويت للنساء. استخدمت بيسانت ذريعة معينة للحصول على حق التصويت، إذ ادعت احتمالية مساندة النساء الهنديات للحركة المناهضة للاستعمار البريطاني إذا ما رفضت اللجنة منح حق التصويت للنساء في الهند. بعد مرور شهر واحد، عرضت السيدة تاتا للمكتب الهندي التابع للاستعمار البريطاني مذكرة بعنوان «لماذا ينبغي أن يكون لدى النساء حق في التصويت». في أثناء مكوثها في إنجلترا، ألقت بعض النساء التابعات للسيدة تاتا وبعض المؤيدات لحق المرأة في الاقتراع خطبًا في الاجتماعات والأحداث الشعبية المتنوعة التي أقامتها النساء البريطانيات المؤيدات لحق المرأة في الاقتراع، إذ تنقلت هذه الثلة من النساء بين مدن «بيركينهيد، وبولتون، وإدنبرة، وغلاسكو، وهاروغيت، وليفربول، ومانشستر، ونيوكاسل» بغية الحصول على تأييد النساء الأخريات في جميع أنحاء إنجلترا. كانت تلك الثلة من النساء ناجحات جدًا في عرض التماسهن، إذ جعلن المكتب الهندي في بريطانيا يمتلئ بالمذكرات القانونية المؤيدة لحق المرأة في الاقتراع في الهند. شاركت تاتا وشقيقتها في عرض ثانٍ أمام اللجنة المشتركة المختارة في الثالث عشر من ديسمبر، وكانتا حاضرتين في القراءة الأخيرة لقانون الحكومة الهندية في شهر ديسمبر من عام 1919.